# Императорский ангел
Императорский ангел, или императорский помакант, или ангел-император (лат. Pomacanthus imperator) — морская лучепёрая рыба из семейства рыб-ангелов (Pomacanthidae).

## Описание
Длина тела до 40 см. В спинном плавнике 13—14 жёстких и 17—21 мягких лучей, в анальном 3 жёстких и 18—21 мягких. Окраска боков синяя или голубая с близкорасположенными узкими горизонтальными и диагональными жёлтыми полосами, заходящими на спинной и анальный плавники, передняя часть головы белая, через глаза проходит дугообразная чёрная с пурпурным оттенком и синими краями полоса, такого же цвета вертикально вытянутое пятно расположено над грудными плавниками. Передняя часть спины зелёная, верхний край спинного плавника и хвостовой плавник жёлто-оранжевые, брюшные и анальный плавники синие с продольными коричневыми полосами. Молодые рыбы сине-чёрные с концентрическими белыми и голубыми кругами. Взрослую окраску приобретает по достижении длины 8—12 см.

## Ареал и места обитания
Обитает в тропических водах Индийского и Тихого океанов от Красного моря и побережья Восточной Африки до Гавайского архипелага, островов Туамоту и Кирибати, на север до южной Японии и Бонинских островов, на юг до Большого Барьерного рифа, Новой Каледонии и южных островов Французской Полинезии. В районе Маркизских островов и острова Пасхи не встречается. Географически ареал императорского ангела находится между 31° с. ш. и 28° ю. ш., 32° в. д. и 144° з. д.

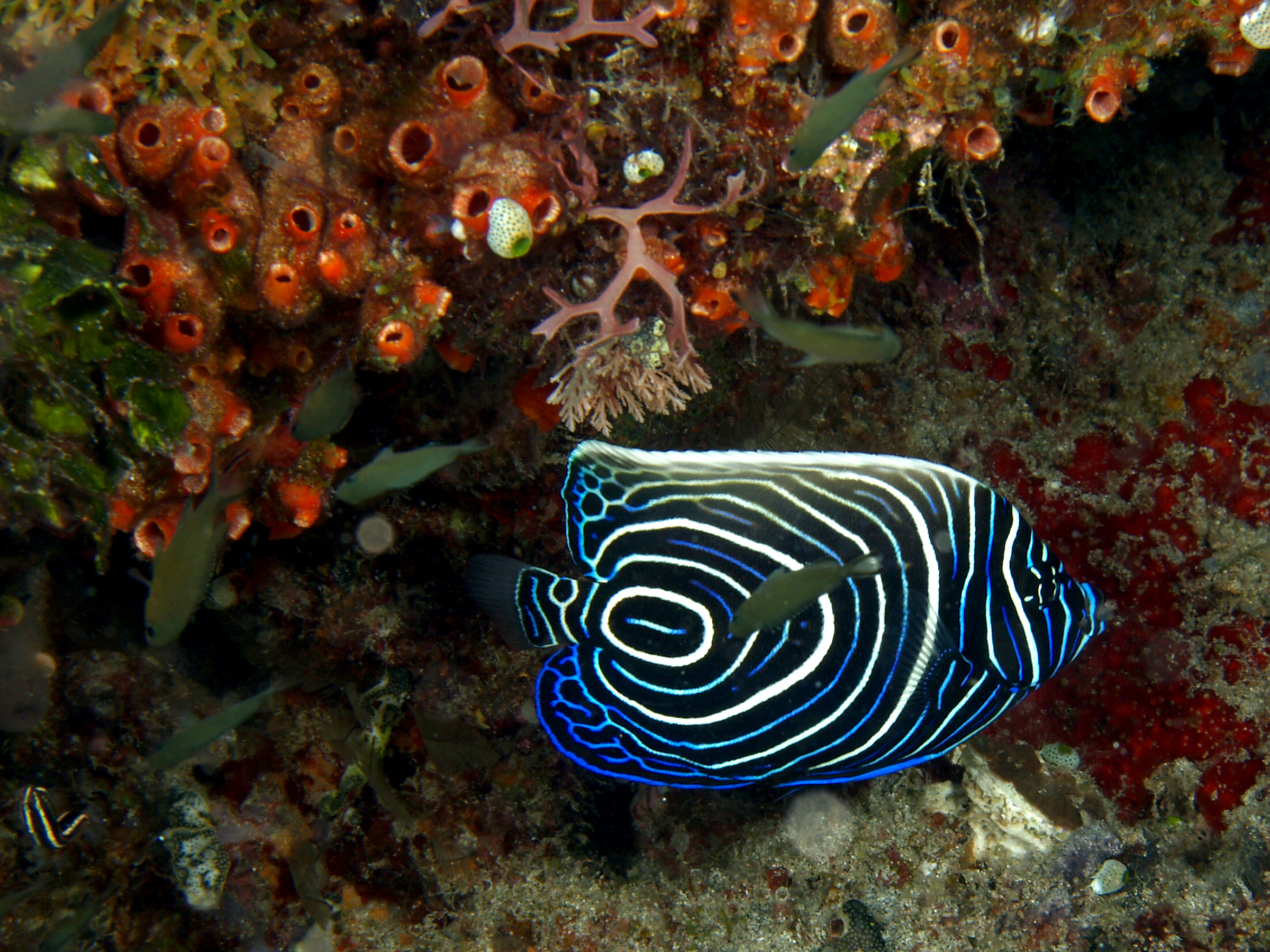
Молодая особь

Населяет внутренние и внешние склоны коралловых рифов и глубокие лагуны, встречается на глубинах от 1 до 100 м. Придонная рыба. Обычно наблюдается возле уступов и пещер. Молодь в основном держится под уступами и в норах на мелководьях рифов.
Популяции Индийского и Тихого океанов возможно являются отдельными видами.

## Образ жизни
Питается в основном губками и оболочниками, а также другими донными беспозвоночными. Свою довольно обширную территорию охраняют от схожих по размерам рыб-ангелов своего или других видов. Протогинные гермафродиты. В период размножения самец спаривается с несколькими самками, обитающими на его территории. Ухаживание и спаривание происходят в сумерках. Икра и личинки пелагические. Икринки круглые, 0,6—1 мм в диаметре. Личинки выклевываются 1,3—2,6 мм в длину, имеют большой желточный мешок, несформированный рот и непигментированные глаза. По мере роста их тело становится все более высоким и сильно сжатым с боков. Продолжительность жизни до 14 лет.

## Содержание в аквариуме
Популярный вид в морской аквариумистике, поэтому часто вылавливается в природе и экспортируется на международный рынок, что приводит к снижению численности его популяций, имеющих и без того низкую плотность.